# За человечную Латвию
За человечную Латвию (латыш. Par cilvēcīgu Latviju), ранее — «Кому принадлежит страна?» (латыш. Kam pieder valsts, KPV LV), — популистская политическая партия Латвии, основанная 3 мая 2016 года. В политическом спектре самоопределяется как центристская, однако посторонними наблюдателями — как правопопулистская.

## История
Партия была основана 3 мая 2016 года депутатом Сейма Латвии, вышедшим из партии ЛОР (Латвийское объединение регионов) общественным деятелем Артусом Кайминьшем, профессором философии Атисом Закатистовым и предпринимательницей Линдой Лиепиней. В дальнейшем к правлению партии присоединился адвокат Алдис Гобземс, получивший известность благодаря участию в резонансных делах последних лет.

## Идеология
Партия выступает за очищение Латвии от коррумпированной постсоветской элиты и защиту интересов простых граждан Латвии вне зависимости от их этнического происхождения. Партия предлагает программу из 13 пунктов.

## Участие в выборах
В 2017 году партия приняла участие в выборах в 15 самоуправлениях Латвии.
| Край/Город        | 1-й номер в списке | Результат выборов | Больше всего голосов (+) | Избранные депутаты          |
| ----------------- | ------------------ | ----------------- | ------------------------ | --------------------------- |
| Алойский край     | Марис Можвилло     | 236 (11,45 %)     | Марис Можвилло 122       | Марис Можвилло Иварс Улмис  |
| Елгавский край    | Ральф Немиро       | 598 (9,25 %)      | Ральф Немиро 155         | Ральф Немиро Айварс Гейданс |
| Екабпилс          | Кристап Гиргенс    | 562 (7,03 %)      | Кристап Гиргенс 295      | Кристап Гиргенс             |
| Салдусский край   | Рамона Петравича   | 600 (6,88 %)      | Рамона Петравича 212     | Рамона Петравича            |
| Лимбажский край   | Агнеса Загорска    | 417 (6,40 %)      | Агнеса Загорска 113      | Янис Барбалис               |
| Елгава            | Лаурис Зивертс     | 922 (5,40 %)      | Лаурис Зивертс 405       | Лаурис Зивертс              |
| Кулдигский край   | Эрик Пуценс        | 415 (5,06 %)      | Эрик Пуценс 198          | Эрик Пуценс                 |
| Огрский край      | Роланд Миллер      | 608 (4,74 %)      | Роланд Миллер 277        |                             |
| Валмиера          | Янек Экурс         | 336 (3,64 %)      | Янек Экурс 102           |                             |
| Буртниекский край | Арнис Боле         | 97 (3,44 %)       | Арнис Боле 45            |                             |
| Царникавский край | Алдис Блумбергс    | 86 (2,50 %)       | Карлис Никифоров 23      |                             |
| Гаркалнский край  | Марис Бирзе        | 74 (2,40 %)       | Марис Бирзе 32           |                             |
| Вентспилс         | Ивар Янсон         | 218 (1,89 %)      | Ивар Янсон 69            |                             |
| Рига              | Атис Закатистов    | 3824 (1,53 %)     | Линда Лиепиня 1666       |                             |
| Кекавский край    | Янис Лиепиньш      | 94 (1,03 %)       | Янис Лиепиньш 52         |                             |

На выборах в парламент Латвии в 2018 году KPV LV заняла второе место, получив 120 264 голосов, или 14,25 %. Партия получила 16 мест в парламенте (из 100 имеющихся).
26 ноября 2018 года президент Латвии Раймондс Вейонис поручил кандидату от KPV LV Алдису Гобземсу сформировать правительство (после того, как другому политику, лидеру Новой консервативной партии Янису Бордансу, это не удалось). 10 декабря 2018 года на встрече с Алдисом Гобземсом президент Латвии Раймонд Вейонис заявил, что отзывает его кандидатуру на пост премьер-министра Латвии.
Из 16 парламентских депутатов партии правительство поддерживают[когда?] только 11, остальные 5 в оппозиции.